# Myrceugenia kleinii
Myrceugenia kleinii är en myrtenväxtart som beskrevs av Carlos Maria Diego Enrique Legrand och Eberhard Max Leopold Kausel. Myrceugenia kleinii ingår i släktet Myrceugenia och familjen myrtenväxter. IUCN kategoriserar arten globalt som sårbar. Inga underarter finns listade i Catalogue of Life.